# Apicia straminea
Apicia straminea är en fjärilsart som beskrevs av W. Warren 1904. Apicia straminea ingår i släktet Apicia och familjen mätare. Inga underarter finns listade i Catalogue of Life.